# Cinnyris ludovicensis
Cinnyris ludovicensis là một loài chim trong họ Nectariniidae.